# Abramo Ecchellense
Abramo Ecchellense, nato Ibrāhīm ibn Ibrāhīm ibn Dāwūd Ḥāqilānī (Hāqilī, 1605 – Roma, 1665), è stato un letterato libanese.
Docente a Roma, nel 1628 scrisse una grammatica siriaca e dallo stesso anno fino al 1645 collaborò con Guy Michel Le Jay per la sua Bibbia poliglotta. Cattolico maronita, fu coinvolto nella traduzione della Bibbia in arabo. Tradusse diverse opere arabe in latino, la più importante delle quali è il Chronicon Orientale di Ibnar-Rahib.

## Biografia
Nato a Haqil, in Libano, il suo cognome deriva dal suo luogo di nascita. Ibrahim fu educato al Pontificio Collegio Maronita di Roma. Dopo aver conseguito il dottorato in teologia e filosofia, tornò per un certo periodo nella sua terra natale.
Ibrahim fu ordinato diacono e in seguito insegnò l'arabo e il siriaco, prima a Pisa e poi a Roma nel Collegio della Propaganda Fide. Nel 1628 pubblicò una grammatica siriaca. Chiamato a Parigi nel 1640 per assistere Gay-Michel Le Jay nella preparazione della sua Bibbia poliglotta, Ibrahim contribuì a quell'opera fornendo versioni arabe e latine del Libro di Ruth e una versione araba del Terzo libro dei Maccabei.
Nel 1646 Ibrahim fu nominato professore di siriaco e arabo al Collège de France. Invitato dalla Congregazione de Propaganda Fide a prendere parte alla preparazione di una versione araba della Bibbia, Ibrahim ritornò nel 1652 o 1653 a Roma. Pubblicò diverse traduzioni latine di opere arabe, la più importante delle quali fu il Chronicon Orientale di Ibnar-Rahib (1653), cronaca che narra le vicende storiche del Patriarcato di Alessandria.
Ibrahim scrisse con Giovanni Alfonso Borelli una traduzione latina del 5°, 6° e 7° libro delle Coniche di Apollonio di Perga (1661). Ibrahim fu anche la prima persona a identificare i Mandei dell'Iraq e dell'Iran come i discendenti di seguaci di movimenti gnostici risalenti al I secolo d.C.

## Opere (selezione)
- 1628 - Linguae Syriacae, sive Chaldaicae perbrevis institutio, ad eiusdem nationis studiosos adolescentes (Roma);
- 1641 - Synopsis propositorum sapientiae arabum philosophorum (Parigi, dedica al Cardinal Richelieu);
- 1651 - Chronicon orientale di Ibn ar-Râhib (Parigi, Traduzione dall'arabo)
- 1653 - Tractatus continens catalogum librorum Caldaeorum tam Ecclesiasticorum quam profanorum, latinitate donatus, et notis illustratus (Roma, dedica al cardinal Antonio Barberini);
- 1655 - Concordia nationum christianarum orientalium ... in fidei catholicae dogmate (Moguntiae, in collaborazione con Leone Allacci);
- 1661 - Eutychius Patriarcha Alexandrinus vindicatus et suis restitutus orientalibus (Roma)
- 1661 - Apollonii Pergaei conicorum lib. V, VI, VII paraphraste Abalphato Asphahanensi (Traduzione dall'arabo al latino).